# Henry Braid Wilson

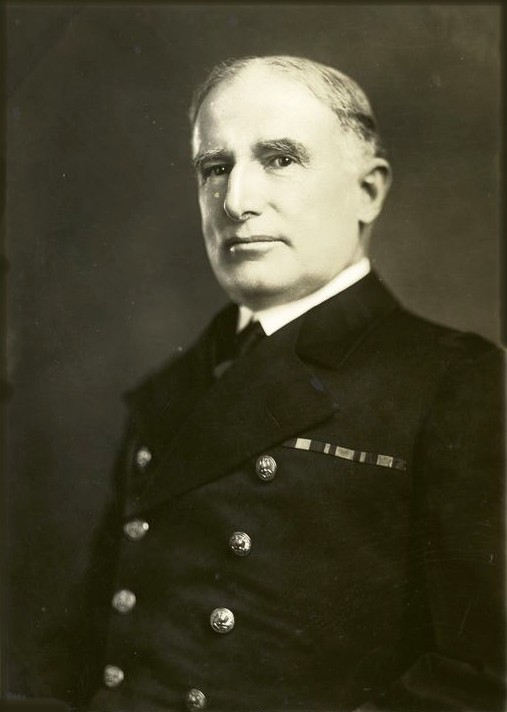
Admiral Henry Braid Wilson

Henry Braid Wilson (* 23. Februar 1861 in Camden, New Jersey; † 30. Januar 1954 in New York City) war ein US-amerikanischer Seeoffizier des US Navy, der unter anderem zwischen 1919 und 1921 Oberkommandierender der US-Atlantikflotte (Commander in Chief, US Atlantic Fleet) war. Er war zudem von 1921 bis 1925 Superintendent der US Naval Academy in Annapolis während des Übergangs von einer Ausbildungsschule zu einer akademischen Einrichtung, die ihren Absolventen einen Bachelor of Science verleihen kann.

## Leben

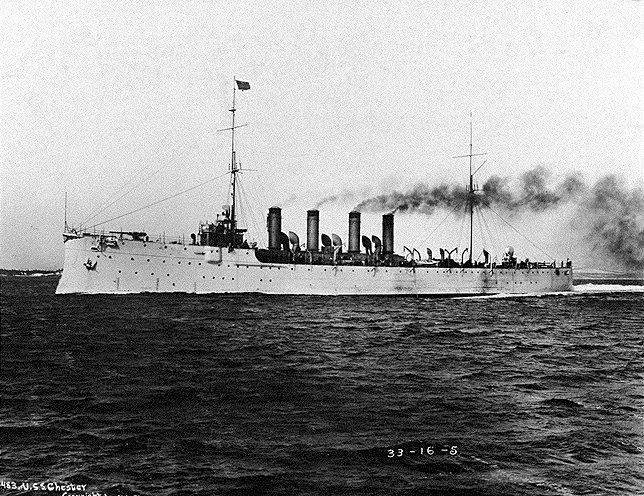
1908 übernahm Wilson als Kommandant des Scoutkreuzers Chester sein erstes Schiffskommando.

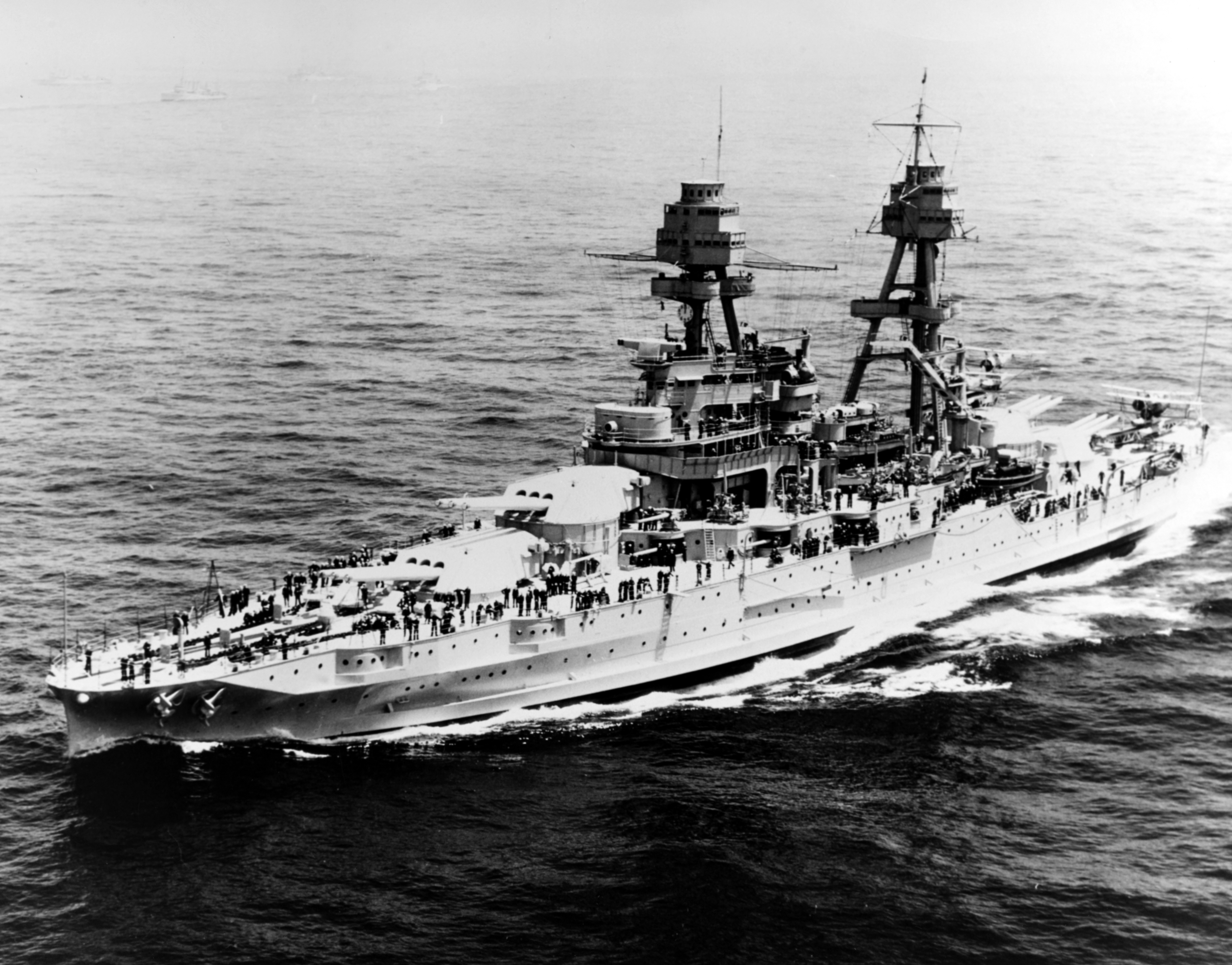
1916 wurde er Kommandant des neu gebauten Schlachtschiffs Pennsylvania.

Henry Braid Wilson, zweites von fünf Kindern von Henry Braid Wilson (1828–1898) und Mary Ann Wilson (1832–1924), absolvierte nach dem Schulbesuch eine Ausbildung zum Seeoffizier an der US Naval Academy in Annapolis, die er 1881 abschloss. In den folgenden Jahren fand er zahlreiche Verwendungen und war unter anderem vier Jahre lang Offizier auf der Sloop USS Saratoga, die als Schulschiff für Matrosen diente. In diesen Jahren entwickelte sich bei ihm ein langjähriges Interesse an der Ausbildung und Verbesserung des Marinepersonals. Als Kapitänleutnant (Lieutenant) wurde er während des Spanisch-Amerikanischen Krieges (23. April bis 12. August 1898) dem als Ausbildungsschiff dienendem Kanonenboot USS Bancroft (Übungsschiff) zugeteilt und für seine Tapferkeit im Einsatz gelobt.
1908 übernahm Wilson als Kommandant des Scoutkreuzers Chester sein erstes Schiffskommando. 1911 wurde er Kommandant des zur Delaware-Klasse gehörenden Schlachtschiffs North Dakota, das zur Ersten Division der Atlantikflotte (Atlantic Fleet) gehörte. Durch seine dabei gewonnene Erfahrung wurde er im Juni 1916 zum Kommandanten des neu gebauten Schlachtschiffs Pennsylvania, das als Flaggschiff von Admiral Henry T. Mayo, dem Oberkommandierenden der Atlantikflotte diente.
Nach dem Kriegseintritt der Vereinigten Staaten in den Ersten Weltkrieg im April 1917 wurde Wilson als Konteradmiral (Rear Admiral) Kommandeur der Patrouillenkräfte (Patrol Forces) der Atlantikflotte mit dem Geschützten Kreuzer Olympia als Flaggschiff sowie daraufhin im Sommer 1917 Kommandeur der in Gibraltar stationierten US-Patrouillengeschwader (U.S. Patrol Squadrons) mit dem Scoutkreuzer Birmingham als Flaggschiff. In dieser Position war er für die Begleitung von Geleitzügen im Mittelmeer und zu den britischen Inseln verantwortlich. Am 1. November 1917 übernahm er den Posten als Kommandeur der US-Seestreitkräfte an der französischen Küste, bis er am 15. Januar 1918 das Kommando über alle US-Seestreitkräfte in Frankreich (U.S. Naval Forces, France) mit dem Reparaturschiff Prometheus als Flaggschiff übernahm. Für seine Verdienste im Ersten Weltkrieg wurde er mit der Army Distinguished Service Medal sowie der Navy Distinguished Service Medal ausgezeichnet.
Nach dem Ersten Weltkrieg wurde Wilson im Juli 1919 als Nachfolger von Admiral Mayo schließlich selbst Oberkommandierender der US-Atlantikflotte (Commander in Chief, US Atlantic Fleet) und verblieb auf diesem Posten bis zu seiner Ablösung durch Admiral Hilary P. Jones im Juni 1921. Im Anschluss wurde er im Juni 1921 Nachfolger von Konteradmiral Archibald Scales Superintendent der US Naval Academy in Annapolis und behielt diese Funktion zu seinem Eintritt in den Ruhestand 1925, woraufhin Admiral Louis McCoy Nulton seine Nachfolge antrat. Während seiner Amtszeit kam es zum Übergang der US Naval Academy von einer Ausbildungsschule zu einer akademischen Einrichtung, die ihren Absolventen einen Bachelor of Science verleihen kann. Der Abschluss-Jahrgang 1922, zu dem der spätere Admiral Hyman Rickover gehörte, zeigte besondere Wertschätzung für Wilsons Bemühungen, künftige Generationen von Marineoffizieren besser auf ihre Karriere vorzubereiten.
Nach Wilson, der am 30. Juli 1954 verstarb, wurde der Zerstörer Henry B. Wilson benannt. Er war mit Ada Chapman Wilson (1871–1963) verheiratet und wurde nach seinem Tode auf dem Nationalfriedhof Arlington beigesetzt.

## Auszeichnungen
Auswahl der Dekorationen, sortiert in Anlehnung der Order of Precedence of Military Awards:
- Army Distinguished Service Medal
- Navy Distinguished Service Medal

## Veröffentlichung
- An account of the operations of the American Navy in France during the War with Germany, 1919